# میدان نفتی کرکوک
میدان نفتی کرکوک یکی از بزرگترین میدان‌های نفتی عراق می‌باشد که در استان کرکوک واقع شده‌است. این میدان نفتی دارای ذخیره ۱۰ میلیارد بشکه نفت می‌باشد.
تولید روزانه این میدان ۶۷۰۰۰۰ بشکه می‌باشد و کار استخراج از این میدان بر عهده شرکت نفت عراق و شرکت نفت شمال عراق گذارده شده‌است. در اوایل سال ۲۰۱۲ پیشنهادهایی از سوی شرکت‌های بی‌پی و شلمبرگر برای مشارکت در توسعه این میدان ارائه شده‌است.